# Aerobalistika

Aerobalistika (starogrčki, άήρ, zrak, βάλλειν, balein, baciti), grana opće balistike koja proučava kretanje bombe puštene iz zrakoplova.
Zadaci su joj da postavi matematičke osnove za proračun putanje da bi se dobili podaci za sastavljanje tablica bombardiranja, proračun nišanskih elemenata i konstrukciju nišanskih sprava, kao i za konstrukciju bombi u pogledu njihovog najpovoljnijeg oblika i stabilnosti. Aerobalistika se razvijala usporedo s razvojem zrakoplovstva i aerodinamike. Prva poznata matematička razmatranja putanje bombe vršio je 1911. u SAD-u por. Scott F. Riley za konstrukciju nišanske sprave za bombardiranje iz zraka. Krajem 1914., u Velikoj Britaniji Harry E. Wimperis je poslije pokusnih bombardiranja i mjerenja vremena pada bombi, uspostavio metodu približnog proračuna putanje i konstruirao je nišansku spravu na kojoj je uveo predstavljanje djelovanje otpora zraka na bombu praktičnim elementima — vremenom pada i zaostajanjem bombe iza zrakoplova.

## Povijesni razvoj
Znanstvenu osnovu aerobalistike postavili su (do 1915.) u Rusiji A. Gavrilo i A. Fridman uz suradnju čuvenog aerodinamičara Nikolaja Žukovskog. Neposredno poslije Prvog svjetskog rata aerobalistika se vrlo brzo razvija zahvaljujući doprinosima istaknutih balističara Mauricea Garniera, M. D. P. Blocha i Duboisa u Francuskoj, Bruna u Italiji, Dmitrija Alexandroviča Ventguela, Nikolaja Grigorieviča Brueviča, A. Arbuzova i M. Solovjova u SSSR, A. H. Hobleyja i H. Inglisa u SAD, J. Gebauera u Čehoslovačkoj i dr.
Topničko-tehnički bojnik Jovan Marinković u Jugoslaviji je razvio metodu proračuna putanje i organizirao pokusna bombardiranja (1930.—1936.).
Razvoj aerobalistike poslije Drugog svjetskog rata najviše se ogleda u poboljšavanju aerodinamike bombi, u usavršavanju proračuna putanje elektronskim računalima i u gradnji potpuno automatiziranih elektronskih nišanskih sprava.
S obzirom na usvojene glavne načine bombardiranja, u aerobalistici se razmatraju posebno: putanja bombe iz horizontalnog leta, iz obrušavanja i iz propinjanja.

## Putanja bombe iz horizontalnog leta
Radi sticanja opće predodžbe i postupnog rješavanja problema, pogodno je da se kretanje bombe razmotri, najprije, bez uzimanja u obzir otpora zraka.
Njeno kretanje svodi se onda na poznati fizički problem horizontalnog hica, gdje tijelo kreće po inerciji, pošto mu je dana izvjesna početna brzina, i na njega djeluje samo jedna sila — sila teža.
U takvom slučaju, ako se iz zrakoplova koji leti horizontalno na visni HO i brzinom VO, otpusti bomba u točki O, ona bi po inerciji produžila kretanje tom brzinom u istom smjeru, padajući istovremeno i povećavajući brzinu svoga padanja u svakoj sekundi za iznos ubrzanja sile teže (g = 9,81 m/s2).
Kada bomba u točki A udari o zemlju, ona je po vertikali prevalila u slobodnom padu put {\displaystyle H_{0}={\frac {g^{2}\tau }{2}}}, odakle se može proračunati odgovarajuće teorijsko vrijeme pada {\displaystyle \tau ={\frac {\sqrt {2H_{O}}}{g}}}.
Po horizontali bomba je kao i zrakoplov prešla put {\displaystyle X=V_{O}\cdot \tau }koji se zove teorijski domet. Rezultirajuće kretanje bombe, složeno od ta dva kretanja daje putanju OA koja predstavlja granu parabole s tjemenom u točki O, te se takvo razmatranje i zove parabolna teorija. Bombarter bi vidio bombu za cijelo vrijeme njezinog kretanja vertikalno ispod sebe.
Konačna brzina Vk bombe u padnoj točki je vektorski zbroj njene stalne horizontalne brzine {\displaystyle V_{x}=V_{O}}i vertikalne brzine slobodnog pada {\displaystyle V_{y}=g\cdot \tau ={\sqrt {2gH_{O}}}}, a padni kut određen je smjerom konačne brzine {\displaystyle \omega =\arctan {\frac {V_{y}}{V_{O}}}}. Bez djelovanja otpora zraka brzina bombe na putanji neprekidno raste, a pošto prirast potiče jedino od ubrzanja teže, putanja postaje sve strmija. Ona će biti utoliko strmija, ako se bomba otpusti s veće visine, a s određene visine bit će utoliko položenija, što joj je početna brzina veća.

### Otpor zraka
Otpor koji kretanju bombe suprotstavlja prostor zraka, izražava se aerodinamičkom zavisnošću: {\displaystyle R=c_{x}S{\frac {\rho }{2}}\upsilon ^{2}}, gdje je cx aerodinamički koeficijent čestičnog otpora, S površina najvećeg presjeka bombe, ρ gustoća zraka u okolini bombe, a ν njezina trenutna brzina na putanji. Pošto bomba u svome padu nailazi na sve gušće slojeve zraka, a njezina brzina raste, otpor se duž putanje povećava. Aerodinamički koeficijent otpora je, u osnovi, određen obliko, vitkošću i glatkoćom tijela bombe, ali se znatno mijenja s brzinom. Samo u dijelu brzina ispod brzine zvuka, gdje su za otpor mjerodavni, prvenstveno raspodjela dinamičkog pritiska te viskozno trenje, on se može smatrati trajnim. Pri dozvučnim brzinama, kada se već očituje stišljivost zraka, on počinje rasti, a u dijelu zvučnih brzina, nakon pojave ravnih udarnih valova, njegova se vrijednost naglo poveća za 2—3 puta. Pri nadzvučnim brzinama, kada se ustali režim nadzvučnog strujanja i stvori stabilan čeoni stožasti vjetar, in opet lagano opada. Stoga se koeficijent otpora predstavlja kao funkcija Reynoldsovog i Machovog broja cx (Re, Ma), i određuje pri ispitivanjima u aerodinamičkim tunelima za cjelokupno područje predviđenih brzina. U podzvučnom dijelu vrijednosti cx suvremenih bombi kreću se između 0,1 i 0,2, tj. one su nešto veće od odgovarajućih strujnih tijela, uglavnom zbog stabilizatora. 
Sila otpora dobro stabilizirane bombe djeluje u pravcu njene osi, ali je po smjeru suprotna njezinoj brzini na putanji. Usporavanje J, koje ona prouzrokuje, dobiva se kada se sila otopra podijeli s masom bombe: {\displaystyle J={\frac {R}{m}}}. Ako se masa predstavi težinom {\displaystyle p=mg}, tj. {\displaystyle J=c_{x}{\frac {S}{p}}{\frac {g\rho }{2}}\upsilon ^{2}} videći da se na smanjenje usporenja otopra poovoljno utječe poprečno opterećenje {\displaystyle {\frac {p}{S}}}, koje ulazi u gornji izraz svojom obratnom vrijednošću. Poprečno opterećenje kod bombi je mahom veliko — od 1500 kod malih do 6000 kp/m2, pa i više kod velikih. Iz toga proizlazi da velike i vitke bombe mogu i pored eventualno nepovoljnijeg cx imati dobre balističke osobine.
Balistički, usporavanje zbog otpora izražava se ekvivalentno kao: {\displaystyle J=C\cdot H(H_{O}-y)\cdot F(\upsilon )}, gdje C označava balistički koeficijent projektila, H (HO — y) odnos gustoće zraka na visini (visina otpuštanja HO manje visina pada y) prema gustoći pri zemlji, a F(ν) takozvani zakon otpora, tj. zavisnost po kojoj se pretpostavlja da brzina utječe na veličinu otpora. Balistički koeficijent je za razliku od cx stalna karakteristika projektila koja se izvodi kao {\displaystyle C=1000\cdot i\cdot {\frac {D^{2}}{p}}} gdje je D najveći promjer koji, u vezi s težinom p, predstavlja mjeru poprečnog opterećenja, a i tzv. koeficijent oblika. Balistički zakoni otpora {\displaystyle F(\upsilon )=k(\upsilon )\upsilon ^{2}}određivani su pokusnima gađanjem na određena zrna, te k(ν) u njima predstavlja ekvivalent aerodinamičkom koeficijentu otpora dotičnog zrna s jednakom već spomenutom zavisnošću od brzine. Strogo uzevši svaki takav zakon važi samo za ono zrno za koje je uspostavljen, tj. za tzv. etalon. Ako se želi upotrijebiti za neko drugo zrno, u ovom slučaju za određenu bombu, onda se u balistički koeficijent mora uvesti gornja ispravka za različiti oblik i. 
Od mnoogih balističkih zakona otpora u aerobalistici najviše se primjenjivao tzv. opći zakon aerobalistike koji je spoj zakona čiste kvadratične zavisnosti sa stalnim k za brzine do 218 m/s i od Siaccijevog univerzalnog zakona za veće brzine. 
Talijanski balističar Angelo Francesco Siacci objavio je 1896. zakon kojim je objedinio do tada poznate rezultate iskustva sa širokom klasom zrna tupog, pa se kao takav taj zakon dobro prilagođava bombama uz koeficijent i bliskom jedinici. Radi usklađivanja oba ta zakona u opći aerobalistički, za kvadratični se uzima k (ν) iz Siaccijevog zakona koji odgovara brzini 218 m/s, tako da glasi {\displaystyle F(\upsilon <218)=124\cdot 10^{-6}\upsilon ^{2}}. Balistički koeficijent za aerobalistički zakon uzima se polazeći od aerodinamičkog koeficijenta cx određenog u podzvučnom dijelu kao {\displaystyle C=3816c_{x}\cdot {\frac {D^{2}}{p}}}, što proizlazi iz usporedbe serodinamičkog i balističkog izraza za otpor. 
Za promjenu gustoće zraka s visinom, tj. funkciju {\displaystyle H(H_{O}-y)}, uzima se ona atmosfera koja je sa svojim početnim uvjetima u skladu s izabranim zakonom otpora. U aerobalistici se, mahom, uzima normalna balistička atmosfera po prof. Ventcelju čiji su početni uvjeti pri zemlji: pritisak 750 mm Hg, te +15 °C, specifična težina zraka {\displaystyle \Delta _{on}=1,206{\frac {kp}{m^{3}}}}, a temperaturni gradijent —6,3°/1000 m. Radi lakšeg korištenja polaznih podataka leta zrakoplova, vrše se ponekada proračuni također po međunarodnoj standardnoj atmosferi Organizacije međunarodnog civilnog zrakoplovstva (ICAO), koja ima istu polaznu temperaturu, no pritisak 760 mm Hg i {\displaystyle \Delta _{on}=1,225{\frac {kp}{m^{3}}}}. Važan podatak visinske strukture je brzina zvuka (a), koja po ICAO-u, pri zemlji, iznosi 340, na 5000 m je 21, a na 10 000 m je 300 m/s. Iz toga se vidi da se pri istoj brzini povećava Machov broj ν/a tako, da se s jedne strane otpor na visini smanjuje zbog opadanja gustoće zraka, a s druge povećava zbog ranijeg opadanja u područje zvučnih brzina. 

### Putanja bombe u mirnom zraku
Na kretanje bombe u zraku, koja je otpuštena iz zrakoplova s početnom brzinom ravnom brzini zrakoplova, utječu dvije sile — njezina masa i otpor zraka. Ako se njima odgovarajuća ubrzanja razlože po kordinatnim osima, dobiju se: horizontalna komponenta {\displaystyle {\ddot {x}}=-J\cos \vartheta =-J{\frac {\upsilon _{x}}{\upsilon }}}i vertikalna komponenta {\displaystyle {\ddot {y}}=g-J\sin \vartheta =g-J{\frac {\upsilon _{y}}{\upsilon }}}.
Ovi izrazi predstavljaju sistem osnovnih aerobalističkih jednadžbi, koje opisuju kretanje bombe kroz zrak. Horizontalna komponenta smanjuje vertikalnu komponentu brzine najintenzivnije na samom početku ({\displaystyle \upsilon _{x}=V_{O}}), a opada sa smanjenjem te a opada sa smanjenjem te brzine i povećanjem kuta nagiba ϑ. Vertikalno usporavanje djeluje suprotno ubrzanju sile teže, zbog čega se usporava prirast vertikalne brzine i produžava vrijeme pada. Pošto otpor raste s povećanjem brzine, razlika između g i usporavanja postepeno se smanjuje; kada se otpor izjednači s masom bombe, ona dostiže najveću brzinu, koja se, zbog daljeg porasta otpora pri nailasku bombe u niže, gušće slojeve zraka, opet smanjuje. Takav proces javlja se pri bombardiranju s velikih visina iz zrakoplova podzvučne brzine. Pri bombardiranju sa srednjih i malih visina, bomba redovno ne dostigne svoju najveću brzinu, već pada ubrzano sve do zemlje. Međutim, pri bombardiranju iz nadzvučnih zrakoplova se može kretati usporeno duž cijele putanje. U svim tim slučajevima putanja bombe s otporom je strmija, vrijeme pada duže, a domet kraći u usporedbi s putanjom bez otpora. 
Stvarno vrijeme pada duže je od teorijskog ta vrijeme zakašnjenja: {\displaystyle T=\tau +\Delta T}. Za vrijeme pada bombe, zrakoplov prijeđe put {\displaystyle OB=V_{O}\cdot T}, dok bomba zaostaje iza njega za duljinu usporavanja {\displaystyle \Delta =B'P}, tako da bombarder vidi iz točke B padnu točku P iza sebe pod kutom usporavanja {\displaystyle \gamma =\arctan {\frac {\Delta }{H_{O}}}}. Na osnovu tih elemenata, koji za date početne uvjete (C,HO,VO) predstavljaju djelovanje otpora, mogu se izraziti elementi potrebni za ciljanje: domet bombe {\displaystyle OP=X=V_{O}T\cdot -\Delta }i kut bombardiranja {\displaystyle \varphi \arctan {\frac {X}{H_{O}}}}. Pri ciljanju pod kutom, trenutak otpuštanja bombe određuje se nailaskom cilja na krak nišanskog kuta OP određenog križom končića i otklonjenog od vertikale za φ. Pri ciljanju po vremenu, mehanizam nišanske sprave pruža mogućnost da se bomba otpusti prije cilja u potrebnom vremenu za prelet dometa. ({\displaystyle {\frac {X}{V_{O}}}}).  
Sistem osnovnih jednadžbi aerobalistike ne dopušta rješenje u obliku konačnih integrala, tj. nije moguće dati neposredne proračunske obrasce za elemente putanja, jer suštinska zavisnost cx (Re, Ma) nije data u obliku integrabilnog analitičkog izraza, već kao empirijski određena krivulja, koja se, uz to, još i mijenja s gustoćom i temperaturom zraka. Zbog toga su u aerobalistici, u z korištenje dostignuća i iskustva iz opće balistike, usvojene metode izračuna putanje po lukovima i metoda numeričkog integriranja. Obrasci parabolne teorije s izvjesnim empirijskim prepravcima mogli su se koristiti samo za kraće putanje u doba sporih zrakoplova. Metoda izračuna putanje u jednom luku daju približne rezultate koji se mogu koristiti pri strmim kratkim putanjama iz obrušavanja, gdje nema velikih promjena brzine, te se osnovni sistem može dovesti u pogodan oblik za integraljenje svođenjem funkcija na linearnu zavisnost od brzine (Metoda Clementi, 1936.) Za precizne proračune jedino odgovaraju metodi numeričkog integraljenja. Njihovoj primjeni znatno je doprinijelo uvođenje elektronskih računara (od 1943.). Mogućnost uvođenja u njihov program toka funkcije cx (Re, Ma), određene za svaki tip bombe mjerenjima u aerodinamičkim tunelima, oslobodila je suvremene metode od nužnosti prilagođavanja etalonskim funkcijama otpora.      
Rezultati proračuna, prvenstveno elementi potrebni za nišanski postupak, daju se posadama u vidu tablica bombardiranja. Najsuvremenije nišanske sprave s računarima toliko su automatizirane, da s unijetim tabličnim podatcima daju nišanske elemente ispravljane za odgovarajuće uvjete prema uvedenim podacima leta. Radi smanjenja obima tablica, bombe koje se upotrebljavaju razvrstavaju po balističkim klasama. Za to razvrstavanje, međutim, obično se ne primjenjuje proračunska karakteristika (balistički koeficijent), već dvije druge koje su bliže praksi.      
U SSSR-u je uvedeno karakteristično vrijeme pada Θ, tj. vrijeme za koje bomba padne s 2000 m iz zrakoplova koji leti brzinom 40 m/s u normalnoj balističkoj atmosferi, a koja iznosi 20,193 s. Bomba je balistički utoliko bolja, koliko je njezino karakteristično vrijeme pada bliže toj vrijednosti.      
U zapadnim zemljama je kao karakteristika usvojena granična brzina Vgr (terminal velocity), tj. brzina pri kojoj bi se, u prizemnim uvjetima normalne balističke atmosfere, izjednačio otpor bombe s njezinom masom. U SAD-u se ta karakteristika računa po Siaccijevom zakonu.      

### Putanja bombe pri vjetru
Pri rješavanju ovoga problema polazi se od pretpostavke da se cjelokupna zračna masa, u kojoj leti zrakoplov i pada bomba, kreće horizontalno i ravnomjerno s vjetrom koji vlada na visini otpuštanja bombe. Zrakoplov i bomba podjednako sudjeluju u tom kretanju. Brzina zrakoplova u odnosu na zemlju, putna brzina W je vektorski zbroj brzine zrakoplova u odnosu na zrak, tj brzine zraka V i brzine vjetra U. Između linije kursa LK zrakoplova i njegove stvarne linije puta LP nastaje, zbog zanošenja, kuta zanosa UZ. Otpor zavisi od brzine koju bomba ima u odnosu na zrak. Zbog toga su balistički elementi koji su zavisni od otpora — vrijeme pada T i duljina usporavanja Δ — pri vjetru iste veličine kao i u mirnom zraku pod jednakim početnim uvjetima (C, HO i VO). Da nema vjetra, zrakoplov koji otpusti bombu O, stigao bi poslije vremena pada u točku A, dok bi bomba pala u točku PO, iza zrakoplova za duljinu usporavanja {\displaystyle \Delta =A'O_{O}}. Krećući se linijom puta, zrakoplov zbog vjetra prelazi put {\displaystyle OB=W\cdot T} i stiže u točku B koja leži niz vjetar od A za put vjetra {\displaystyle U\cdot T}. Bombu je vjetar odnio za jednaku duljinu POP i ona će pasti u točku P. Zbog usporavanja i vjetra točka P ostaje iza projekcije točke zrakoplova B' u smjeru paralelnom A'PO i nešto niz vjetar od projekcije linije puta OB', a na razmaku 𝛿 koje se zove bočni otklon. Da je zrakoplov odbacio više bombi, one bi sve pale na liniju LE paralelnu liniji LP, nazvanu linija padnih točaka (linija eksplozija). Ravan OO''PB položena kroz točku spuštanja O i liniju LE zove se ravan bombardiranja. U odnosu na vertikalu, ona je nagnuta niz vjetar za kut bočnog otklona 𝛿°. 
Domet bombe pri vjetru, mjeren duž linije padnih točaka dobiva se po formuli {\displaystyle X=W\cdot T-\Delta \cos UZ} ili približno {\displaystyle X=W\cdot T-\Delta H}, pošto kut zanosta rijetko prelazi 15°, pa je njegov kosinus približno ravan jedinici. Kuta bombardiranja za taj domet je {\displaystyle \varphi ={\frac {\arctan(W\cdot T-\Delta )}{H_{O}}}}. Za nišanjenja po tim elementima, nišanska sprava mora omogućavati da se nišanska ravan iskrene iz uzdužne osi zrakoplova za kut zanosa (borbeni kut zaokreta nišana) i nagne prema vertikali za kut bočnog otklona (bočni nagib nišanske ravni). Osim toga sprava mora omogućavati određivanje putne brzine W u pravcu naleta, što se postiže ili mjerenjem vremena preleta poznate baze ili podešavanjem brzine kretanja križa končića tako da stalno pokriva cilj (metoda sinkronizacije). Podešavajući duljinu mjerne baze, odnosno zakon kretanja nišanske oznake u pogodnoj zavisnosti od vremena pada (obično 1/T), automatika nišana, uz uzimanje u obzir i kut usporavanja, ostvaruje kut bombardiranja.

### Bombardiranje pokretnog cilja
Problem se sastoji u dovođenju padne točke bombe na buduću točku cilja. Radi toga se nišanska točka ispred cilja u smjeru njegovog kretanja za put koji će on preći svojom brzinom Vc za vrijeme pada bombe T. Točnost takvog postupka uvjetovana je pretpostavkom da cilj za vrijeme nišanjenja i pada bombe neće mijenjati elemente svog kretanja — brzinu i kurs. Zbog toga se uspjeh može očekivati samo pri bombardiranju s malih visina i nižeg područja srednjih visina. Gornja granica visine zavisi od manevarskih sposobnosti cilja, tj. efekt manevra cilja za vrijeme pada bombe ne bi smio biti veći od očekivanog vjerojatnog skretanja bombe.
Pri bombardiranju s malih visina, ispravka za put cilja redovno se uzima vektroski, tj. prijenosom nišanske točke ispred cilja za {\displaystyle V_{C}\cdot T}. Pri bombardiranju sa srednjih visina i savršenijim nišanskim spravama, pošto se brzina cilja u relativnom kretanju zrakoplov — cilj djeluje kao vjetar iste brzine, ali suprotnog pravca, praćenjem cilja preko nišana određuje se odgovarajući kut zanosa i relativna brzina približavanja {\displaystyle {\vec {W_{C}}}={\vec {W}}-V_{C}={\vec {V}}+{\vec {U}}-V_{C}}. Nišanska automatika s tim elementima ostvaruje kut bombardiranja nad relativnim dometom {\displaystyle W_{R}\cdot T-\Delta }.

## Putanja bombe iz obrušavanja
Ako se isključi otpor zraka, problem se svodi na kosi hitac, s negativnim polazni kutom. Zrakoplov se obrušava pod kutom obrušavanja λ. U trenutku otpuštanja bombe one se nalazi na visini HO i dostigao je brzinu VO. Produžena tangenta OA na njegovu putanju zove se linija obrušavanja. Početna brzina bombe može se razložiti na dvije komponente horizontalnu {\displaystyle V_{OX}=V_{O}\cos \lambda }, koja je stalna, i vertikalnu {\displaystyle V_{OY}=V_{O}\cos \lambda }koja se povećava zbog ubrzanja sile teže. Put po vertikali može se izraziti kao rezultat kretanja brzinom VOY i slobodnog pada, tj. {\displaystyle V_{O}\sin \lambda \cdot T+{\frac {gT^{2}}{2}}=H_{O}}. Rješenjem ove jednadžbe dobije se vrijeme pada {\displaystyle T=-{\frac {V_{O}}{g}}\sin \lambda +{\sqrt {({\frac {V_{O}}{g}}\sin \lambda )^{2}+{\frac {2H_{O}}{g}}}}}.
To vrijeme je utoliko kraće od odgovarajućeg vremena slobodnog pada s iste visine, ako je vertikalna komponenta početne brzine veća, tj. ako je veća brzina zrakoplova i strmije obrušavanje. Za to isto vrijeme bomba će preći po horizontali domet {\displaystyle X=V_{O}\cos \lambda \cdot T}. Ako se uzme u obzir otpor zraka, stvarno vrijeme pada je duže od gornje teorijske vrijednosti, a domet kraći od puta zrakoplova OB za duljinu usporavanja Δ tako da iznosi {\displaystyle O'P=X=V_{O}\cos \lambda \cdot T-\Delta }. Kut bombardiranja određuje se po formuli {\displaystyle \varphi =\arctan {\frac {X}{H_{O}}}}, ali se koristi kao nišanski samo izuzetno, i to pri bombardiranju pod vrlo blagim kutom. Pri tom načinu bombardiranja primjenjuje se isti nišanski postupak koji se koristi pri upotrebi nišanskih sprava za čvrsto ugrađena vatrena oruđa koja djeluju u pravcu leta. Radi toga se nišanski kut određuje od osi nišanske sprave, koja je, manje-više, paralelna uzdužnoj osi zrakoplova. Zamišljena točka A u kojoj bi produžena linija obrušavanja OA sjekla horizont cilja, zove se točka preticanja. Bomba će pasti iza te točke na odstojanju {\displaystyle F=H_{O}\cot \lambda -X}nazvanom duljina preticanja. Kut kojim se ta duljina obuhvaća iz točke O, jest kut preticanja i iznosi {\displaystyle \psi =90^{\circ }-(\lambda +\varphi )}. Pilot upravlja zrakoplov tako da mu cilj ostane ispod osi nišana za nišanski kut ψN, koji se nešto razlikuje od balističkog zbog napadnog kuta zrakoplova i kuta centriranja nišana. Kos suvremenih uređaja os nišanske sprave može se spustiti iz svog osnovnog centriranog položaja za kut ψN, što omogućava pilotu da nišani neposredno na cilj.  
Pri bombardiranju iz obrušavanja moguće su tri metode nišanjenja za koje treba predvidjeti razne nišanske elemente.  
Pri bombardiranju s proračunatim kutom preticanja pilot obrušava zrakoplov pod postojanim kutom λ prema točki preticanja, a otpušta bombu na zadatoj visini HO za koju je pripremljen kut preticanja. Nišanski automati prate žiroskopom kut obrušavanja i dostignutu brzinu, te za zadatu HO, daju, najčešće, profiliranim kosinusima, odgovarajući ψ.    
Pri bombardiranju sa stalnim kutom preticanja na nišanu je fiksiran jedan stalni kut izabran kao najpogodniji za dati tip zrakoplova i njegovo područje kutova obrušavanja. Pilot navodi zrakoplov držeći cilj stalno na nišanu, zbog čega putanja obrušavanja postaje luk spirale blago zakrivljene prema zemlji, dok se kut obrušavanja i brzina postepeno povećavaju. Bomba se otpušta na visini s koje se, pod ostvarenim elementima, nudi pogodak, a koja je određena zavisnošću: {\displaystyle {\frac {gH_{O}}{2V^{2}}}={\frac {\tan(\lambda +\psi )}{(\cot \psi -\tan \lambda )}}}. Trigonometrijski izraz desno može se prikazati u funkciji λ pri konstantnom ψ i zadati nišanskoj spravi, tako da ga ona pri obrušavanju uspoređuje s ostvarenim elementima H i V, i u trenutku izjednačenja proizvede signal ili otpusti bombu. Nišanska sprava A—4 (SAD) ima kao osjetljivi sklop akcelometarski žiroskop sputan pogodnim mehaničkim momentom, koji se mijenja s H i V. Nasuprot njemu, djeluje moment precesije izazvan promjenom kuta obrušavanja.    
Pri bombardiranju pri vađenju it obrušavanja pilot navodi zrakoplov u početku ravno na cilj. Na zadatoj visni početka vađenja on blago izdiže nos zrakoplova i prevodi ga u putanju povijenu blago prema gore. Potrebna promjena kuta obrušavanja od trenutka otpuštanja bombe, je uglavnom, mala, te se može bribližno izraziti kao {\displaystyle \Delta \lambda ={\frac {gH_{V}\cot \lambda }{2V_{O}^{2}}}\cdot {\frac {(N-\cos \lambda )}{N}}}, gdje je HV visina početka vađenja, a N činilac preopterećenja u vađenju. Nišanske sprave prate žiroskopom kut obrušavanja i stalno uvode H i V. Kada pilot na visini HV aktivira automatiku, ona preda žiroskopu prema tim elementima proračunati kut Δλ, a kada se pri vađenju kut obrušavanja smanji za tu vrijednost, uključi bacač bombi (švedski nišan SAAB).    
Pri proračunima za takve uvjete uspješno se koriste dijagrami bombardiranja s ucrtanim krivuljama kutova obrušavanja i preticanja potrebnih za ostvarivanje pogotka. Radi omogućavanja njihove upotrebe za razne početne brzine, oni se uopčavaju, tj. svode na bezdimenzionalne koordinate (E. A. Wilkinson, 1947.). Iako su konstruirani po parabolnoj teoriji, njima se mogu izvesti približni proračuni i za stvarne uvjete izborom pogodno određene uvjetovane početne brzine, tj. takve smanjene VO s kojom bi bomba, bez otpora, imala jednak kao stvarna.    
Zbog vjetra bomba neće pasti u točku PO, već u točku P pomaknutu za put vjetra {\displaystyle U\cdot T}. Najjednostavniji način uzimanja ispravke za vjetar, a analogno i za kretanje cilja, jest prenošenje nišanske točke od cilja uz vjetar za predviđeno djelovanje vjetra. Pri nišanjenju s proračunatim kutom preticanja, ta se ispravka može uvesti i u nišanske elemente. Rezultirajuće preticanje AP, koje predstavlja vektorski zbroj osnovnog preticanja APO i djelovanja vjetra {\displaystyle U\cdot T}, razlaže se na uzdužnu komponentu u razini obrušavanja i na bočnu, normalnu na tu ravan. Na taj način dobivaju se i dva kuta preticanja: uzdužni ψ i bočni ψB, koje treba postaviti na nišanu. Slično uvođenje ispravki, zasnovano na praćenju prividnog izmicanja cilja zbog zanošenja zrakoplova vjetrom ili kretanja cilja, omogućavaju, također, i neke automatske nišanske sprave. Njihova primjena međutim, nije praktična, jer se zrakoplov pri takvom navođenju mora uvoditi u zaokret.    

## Putanja bombe iz propinjanja
Razmatrana po parabolnoj teoriji, ova putanja bombe predstavlja kosi hitac s pozitivnim kutom λ i polaznom točkom O uzdignutom iznad horizonta cilja na visinu otpuštanja HO. Početni dio putanje ima penjajući krak i njeno tjeme nadvisuje polaznu točku za visinu {\displaystyle h={\frac {V_{O}^{2}\sin ^{2}\lambda }{2g}}}. Ukupni vrijeme pada veće je od vremena slobodnog pada s visine otpuštanja i iznosi {\displaystyle T={\frac {V_{O}\sin \lambda }{g}}+{\sqrt {{\biggl (}{\frac {V_{O}\sin \lambda }{g}}{\biggr )}^{2}+{\frac {2H_{O}}{g}}}}}.
Prvi član predstavlja vrijeme penjanja, a drugi vrijeme pada od tjemena. Domet je {\displaystyle X=V_{O}\cos \lambda \cdot T}, a odgovarajući kut bombardiranja {\displaystyle \varphi ={\frac {\arctan X}{H_{O}}}}. Kut preticanja je {\displaystyle \psi =90^{\circ }+\lambda -\varphi }. Najveći teoretski domet s date visine postiže se pod kutom propinjanja {\displaystyle \lambda =45^{\circ }-{\frac {1}{2}}\arctan {\Biggl (}{\frac {gH_{O}}{V_{O}{\sqrt {V_{O}^{2}+2gH_{O}}}}}{\Biggr )}}, a u okviru njega može se cilj pogoditi s dva polazna kuta koji se međusobno dopunjuju kao {\displaystyle \lambda _{1}+\lambda _{2}=90^{\circ }-{\frac {\arctan H_{O}}{X}}}. Bila je predložena primjena kutova propinjanja većih od 90° (prelijetanjem cilja), ali se time ne mijenja balistička suština problema: novi polazni kut postaje {\displaystyle 180^{\circ }-\lambda }, a putanja je zrcalna.
Klasičnim postupkom nišanjenja po kutu teško se zauzima točan polazni položaj. Suvremeni nišanski sistemi rješavaju problem kompleksno na taj način što od određene dobivene pozicije (pomoćni cilj ili sam cilj pri {\displaystyle \lambda >90^{\circ }}) izračunavaju manevar zrakoplova i putanju bombe. U prvom slučaju zadaje se, obično, putanja najvećeg dometa, a u drugom putanja sa što dužim vremenom pada.

## Stabilnost bombe na putanji
Strujna tijela kao bombe prirodno su nestabilna, jer im se napadna točka rezultante aerodinamičkih sila nalazi ispred težišta, a pri napadnom kutu pomiće se još više naprijed. Zato se bombama dodaje stabilizator radi pomicanja aerodinamičkog centra nazad; pri otklonu uzdužne osi bombe od tangente na putanju stvara se stabilizirajući moment koji djeluje u smjeru vraćanja osi u tangentu. Taj moment raste do izvjesne kritične vrijednosti otklona — napadnog kuta α. Stabilizator stvara, također, prigušeni moment čija veličina zavisi od kutne brzine kolebanja (ά).
Otkloni osi bombe nastaju zbog poremećaja pri otpuštanju bombe iz nosača, naročito iz vertikalnih i kaseta. Stoga bomba na početku putanje vrši kolebanja koja se moraju prigušiti stabilizatorom. Svedeno na grubo pojednostavljen vid, tok kolebanja po vremenu može se izraziti formulom: {\displaystyle \alpha ={\biggl (}\alpha _{OZ}\cos 2\pi {\frac {t}{T_{Z}}}+\alpha _{OY}\sin 2\pi {\frac {t}{T_{Y}}}{\biggr )}\cdot e^{-mt}}, gdje je α trenutna vrijednost otklona uzdužne osi bombe od tangente, αOZ početna vrijednost otklona u vertikalnoj ravnini položenoj kroz tangentu, αOY početna vrijednost otklona u ravnini okomitoj na prvu, TZ i TY periodi kolebanja određeni odnosom momenta inercije bombe oko poprečne osi i momenta stabilizatora, e baza prirodnih logaritama, a m faktor prigušenog momenta. Poprečni momenti inercije bombe kao rotacijskog tijela su jednaki, a zbog kružno-simetričnog rasporeda peraja stabilizatora trebali bi biti jednaki i stabilizirajući momenti u obje ravnine. Pošto se ti aerodinamički momenti mijenjaju s kutom otklona, od koji je vertikalni αZ redovno nekoliko puta veći od poprečnog αY, periodi kolebanja u obje ravnine nisu jednaki. Bomba vrši složeno kolebanje; vertikalna komponenta ima veće amplitude i kraći period, a poprečna obrnuto. Uzimajući u obzir i prigušenje, vrh bombe pri tome opisuju krivulju sličnu spirali. Pri otklonima, otpor bombe povećava se i javljaju se poprečne sile, od koji prevladava sila uzgona koja s periodom kolebanja mijenja predznak, ali zahvaljujući velikoj inericji bombe, ne izaziva primjetnu valovitost putanje. Bomba se ne stabilizira s osi u tangenti, već pod malim pozitivnim npadnim kutom, tj. os bombe stalno zaostaje za padom tangente. Povećanje otpora zbog kolebanja djeluje u smislu skraćivanja dometa, a uzgon od pozitivnog napadnog kuta u smislu njegovog povećavanja (planiranje), dok oba uzroka povećavaju vrijeme pada. Pri izračunavanju putanje, ti se utjecaji samo izuzetni uzimaju u obzir, a praktična nastojanja više usmjeravaju na suzbijanje uzroka poremećaja.

## Eksperimentalna aerobalistika
Za pribavljanje podataka potrebnih pri proračunima putanje i pri razvoju bombi, aerobalistika se obilno služi ispitivanjima u aerodinamičkim tunelima. Pošto se danas raspolaže aerodinamičkim tunelima za cjelokupno područje brzina, ispitivanjima se može odrediti kompletan tok funkcije cx (Re, Ma) i osobine stabilnosti za svaki tip bombe. U pripremi proračuna, u zrakoplovinm eksperimentalnim centrima se vrše, naročito za bombardiranje iz obrušavanja, eksperimenti radi pribavljanja polaznih podataka leta. Rezultati izračuna, prije redakcije tablica, provjeravaju se eksperimentalnim bombardiranjima. Radi točnog određivanja koordinata polazne točke i putne brzine, eksperimentalni zrakoplov se snima najmanje s tri sinkronizirana foto-teodolita, koji, također, prate bombu za vrijeme pada. Na eksperimentalnom zrakoplovu registriraju se na instrumentima svi podatci leta, a bomba snima vertikalno stabilizirano kamerom radi određivanja vremena pada i kuta usporavanja. Tom prilikom određuju se dnevni atmosferski uvjeti, a sondažom i vjetar na visini. Obradom tih podataka može se izvršiti trodimenzionalna rekonstrukcija putanje, koja se uspoređuje s izračunom te se tako dobiju indikacije za dotjerivanje proračunskih elemenata, prvenstveno, balističkog koeficijenta. Pri takvim eksperimentima mogu se pribaviti i drugi nebalistički podatci, npr., o djelovanju bombe. Podatci o raspršivanju bombi dobiveni pod ovim, posebnim uvjetima, ne mogu se preslikati na opće uvjete bombardiranja u jedinicama. Da bi se utvrdile norme vjerojatnog skretanja, statistički se određuju rezultati obučnih i taktičkih bombardiranja vršenih kroz izvjesno razdoblje, koje je reprezentativan za trenutno tehničko stanje naoružanja i obučenosti posada. 